# Lista de membros titulares da Academia Brasileira de Ciências empossados em 2023
Esta lista contém os nomes dos membros titulares da Academia Brasileira de Ciências empossados em 2023.
| Imagem | Nome                                   | Datas de nascimento e falecimento | Local de nascimento            | Área de especialização | Alma mater                  | Data de posse         | Conhecido por | Referências   |
| ------ | -------------------------------------- | --------------------------------- | ------------------------------ | ---------------------- | --------------------------- | --------------------- | --- | ------------- |
|        | Carolina Bhering de Araujo             | 05 de setembro de 1976            | Niterói, Rio de Janeiro        | Ciências Matemáticas   | PUC-Rio                     | 01 de janeiro de 2023 | Recebeu o Prêmio do Programa L’Oréal-Unesco-ABC (2008) | [ 2 ]         |
|        | Celina Miraglia Herrera de Figueiredo  | 18 de julho de 1960               |                                | Ciências Matemáticas   | PUC-Rio                     | 01 de janeiro de 2023 | Número de Erdős = 2 | [ 4 ]         |
|        | Rodrigo Barbosa Capaz                  | 22 de julho de 1968               |                                | Ciências Físicas       | PUC-Rio                     | 01 de janeiro de 2023 | Diretor LNNano desde 2021 | [ 5 ] [ 6 ]   |
|        | Ana Flávia Nogueira                    | 19 de novembro de 1973            |                                | Ciências Químicas      | USP                         | 01 de janeiro de 2023 | Diretora Centro para Inovação em Nova Energias desde 2020 | [ 8 ]         |
|        | Severino Alves Junior                  | 21 de junho de 1972               |                                | Ciências Químicas      | UFRN                        | 01 de janeiro de 2023 | | [ 9 ]         |
|        | Rômulo Simões Angélica                 | 10 de outubro de 1965             |                                | Ciências da Terra      | UFPA                        | 01 de janeiro de 2023 | | [ 10 ]        |
|        | Gustavo Henrique Goldman               | 01 de maio de 1960                |                                | Ciências Biológicas    | UFRJ                        | 01 de janeiro de 2023 | | [ 11 ]        |
|        | Ima Célia Guimarães Vieira             | 13 de novembro de 1960            |                                | Ciências Biológicas    | UFRA                        | 01 de janeiro de 2023 | For diretora do Museu Paraense Emílio Goeldi (2006) | [ 12 ]        |
|        | Denise Pires de Carvalho               | 25 de dezembro de 1964            | Rio de Janeiro, Rio de Janeiro | Ciências Biomédicas    | UFRJ                        | 01 de janeiro de 2023 | Reitor UFRJ (2019-2023); Secretária de Educação Superior do Ministério da Educação (2023-atual) | [ 14 ]        |
|        | Marta Maria Geraldes Teixeira          | 15 de fevereiro de 1961           |                                | Ciências Biomédicas    | Universidade de Santo Amaro | 01 de janeiro de 2023 | Estuda relações evolutivas entre os tripanossomas de morcegos e o Trypanosoma cruzi | [ 15 ]        |
|        | Rafael Roesler                         | 22 de abril de 1973               |                                | Ciências Biomédicas    | UFRGS                       | 01 de janeiro de 2023 | | [ 16 ]        |
|        | Bernardo Galvão Castro Filho           | 30 de maio de 1945                | Salvador, Bahia                | Ciências da Saúde      | UFBA                        | 01 de janeiro de 2023 | Pesquisador emérito da Fiocruz | [ 17 ] [ 18 ] |
|        | Anete Pereira de Souza                 | 07 de maio de 1962                |                                | Ciências Agrárias      | USP-Piracicaba              | 01 de janeiro de 2023 | | [ 19 ]        |
|        | Francisco de Assis Tenório de Carvalho | 01 de novembro de 1958            | Garanhuns, Pernambuco          | Ciências da Engenharia | UFPE                        | 01 de janeiro de 2023 | | [ 20 ]        |
|        | Segen Farid Estefen                    | 20 de janeiro de 1951             |                                | Ciências da Engenharia | UFJF                        | 01 de janeiro de 2023 | Fundou o Grupo de Energia Renovável no Oceano (2001), responsável pela instalação do primeiro conversor de energia das ondas no país.[carece de fontes?]                                                                          | [ 21 ]        |
|        | Alcida Rita Ramos                      | 19 de maio de 1937                |                                | Ciências Sociais       | UFF                         | 01 de janeiro de 2023 | | [ 22 ]        |
|        | Sérgio França Adorno de Abreu          | 18 de abril de 1952               | São Paulo, São Paulo           | Ciências Sociais       | USP                         | 01 de janeiro de 2023 | Foi presidente da Sociedade Brasileira de Sociologia (1991-1995). Autor dos livros 'O que Todo Cidadão Precisa Saber Sobre Constituição' (1986) e 'Os aprendizes do poder: o bacharelismo liberal na política brasileira' (2022). | [ 23 ] [ 24 ] |